# Pseudanaperus tinctus
Pseudanaperus tinctus är en plattmaskart som först beskrevs av Ernst Marcus 1952.  Pseudanaperus tinctus ingår i släktet Pseudanaperus och familjen Anaperidae. Inga underarter finns listade i Catalogue of Life.